# Xinxeta (espelma)

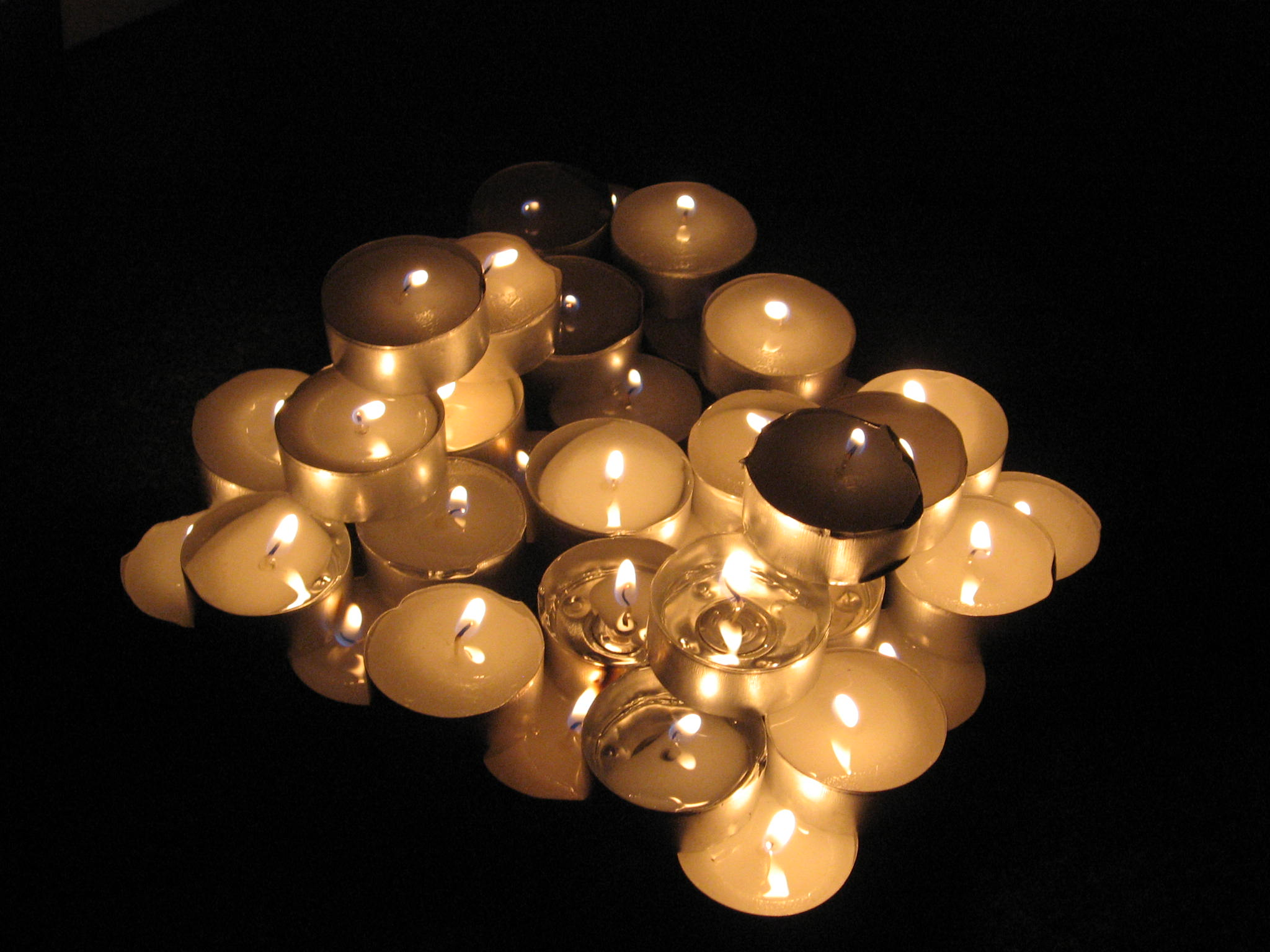
Tealights. Xinxetes-espelma.

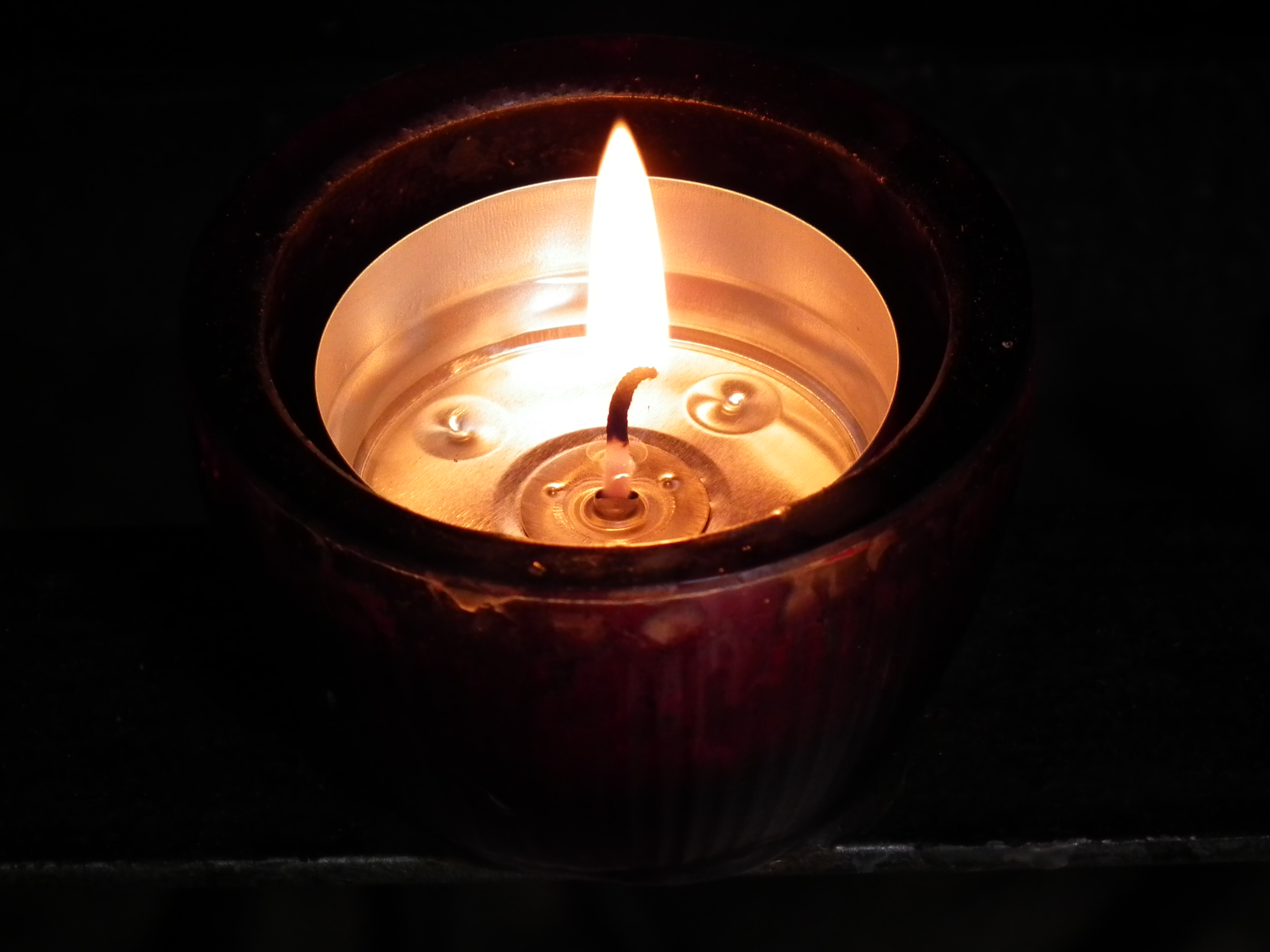
Xinxeta metàl·lica flotant. Sense suro.

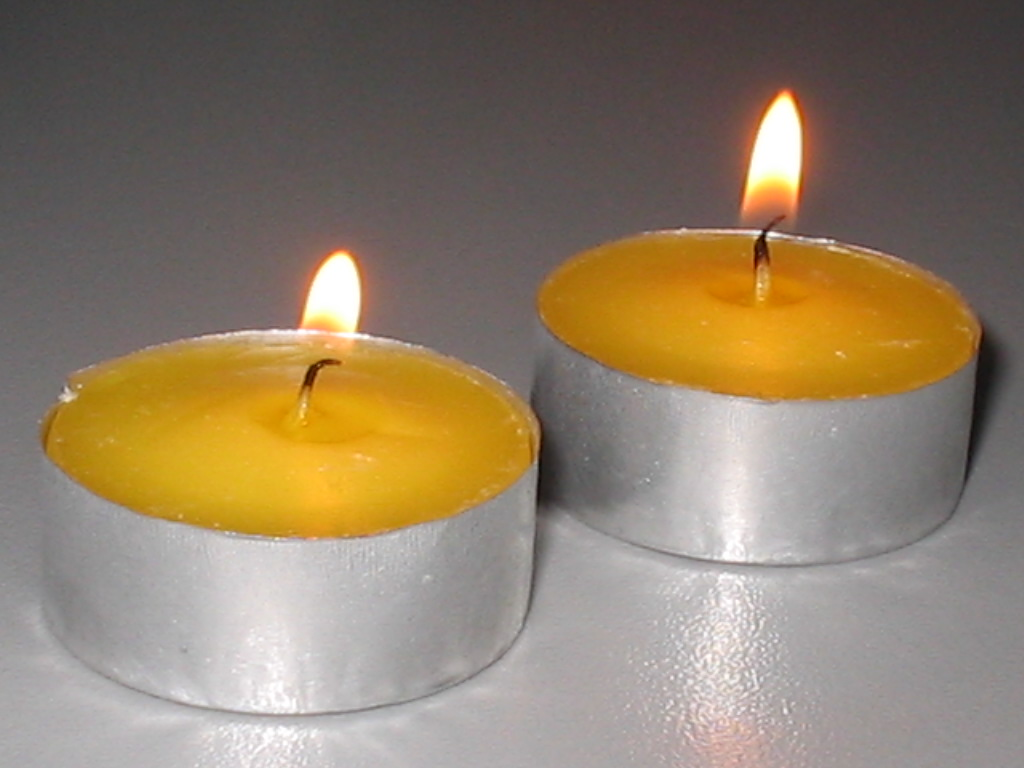
Xinxeta-espelma.

Una xinxeta o animeta és una mena d'espelma, generalment molt petita, usada per a fer llum.
Els models tradicionals empraven un petit flotador de suro amb una protecció de llauna i un forat. En el forat hom hi introduïa un petit ble encerat. El conjunt es posava en un got o recipient similar que contenia aigua i, surant pel damunt, oli. En encendre's el ble, l'oli anava pujant per capil·laritat i es vaporitzava i cremava per l'extrem superior. Proporcionant una flama que podia usar-se com a llum i font de calor.
- L'aigua del recipient servia de mesura de seguretat per quan s'acabava l'oli. La xinxeta apagada romania sobre l'aigua sense recremar-se.

## Tipus principals
Hi ha dues menes de xinxetes per a fer llum:
- Les xinxetes pròpiament dites, basades en un flotador de suro i un ble bescanviable. Hi ha models (vegeu imatge) en que el flotador està format per un recipient metàl·lic, sense suro.
- Les xinxetes-espelma, que acostumen a ser espelmes petites i xates folrades d'una capa metàl·lica.
  - A partir d'ara i en aquest article la matèria de les xinxetes-espelma s'anomenarà parafina per a simplificar.

### Detalls i variants
- Perfum. Hi ha xinxetes i xinxetes espelma que, en cremar, proporcionen un ambient perfumat. En funció de les substàncies aromàtiques afegides a l'oli o la parafina.[1]
- Color. Tant a l'oli com a la parafina s'hi poden afegir colorants.

## Usos principals
Les xinxetes d'oli o les xinxetes-espelma tenen el mateixos usos que les espelmes o les llànties.

### Com a llums
- Tradicionalment s'encenien per Tots Sants en memòria dels difunts, com a homenatge a les persones estimades absents.[2][3][4]
- En les esglésies catòliques, per a indicar la presència divina en el sagrari, s'encenia una llàntia. Aquesta llàntia prenia sovint la forma d'una xinxeta d'oli.
- Les xinxetes poden ser una forma de donar una llum ambiental exòtica en ocasions especials.
- Com a llum d'emergència són molt pràctiques. Són petites, econòmiques i més segures que les espelmes o ciris allargats (que necessiten un suport).

### Com a font de calor
La tradició d'usar les xinxetes, més aviat les xinxetes espelma, com a font de calor ve dels països anglosaxons. Una petita làmpada es posava sota un suport adequat i permetia escalfar un recipient que reposava sobre el suport. Típicament es tractava d'un recipient amb te (d'aquí el nom anglès de "tealight").
- També s'usa el sistema per a preparar "fondues" i similars.

## Confecció casolana
Les xinxetes d'oli són peces molt senzilles que es poden improvisar a partir de materials habituals en una llar.